# 岐阜聖徳学園大学の人物一覧
岐阜聖徳学園大学の人物一覧（ぎふしょうとくだいがくのじんぶついちらん）とは、岐阜聖徳学園大学に関係する人物の一覧記事。

## 創立者・歴代学長
- 杉山令肇（元参議院議員・創立者）
- 上寺久雄（教育学者・第6代学長、1993年4月-1999年3月）
- 北畠典生（仏教学者・第7代学長、1999年4月-2005年3月）
- 観山正見（天文学者・宇宙物理学者・第10代学長、2021年4月-）

## 著名な教職員
- 西川和夫（教育学部教授）
- 大西隆之（教育学部教授）
- 青木正直（元･経済情報学部教授）
- 城戸毅（元･経済情報学部教授）
- 武田幸男（元･経済情報学部教授）
- 蔵研也（元･経済情報学部准教授）
- 近藤真市（硬式野球部監督）
- 難波宏明（サッカー部監督）

## 著名な出身者
- 星野八千穂（プロ野球選手・北海道日本ハムファイターズ）
- 衣川篤史（プロ野球選手・東京ヤクルトスワローズ）
- 井上公志（プロ野球選手・中日ドラゴンズ）
- 髙橋朋己（プロ野球選手・埼玉西武ライオンズ）
- 高橋駿（プロ野球選手・くふうハヤテベンチャーズ静岡）
- 柳家花いち（落語家）
- いぬじゅん（小説家）

この一覧は未完成です。加筆、訂正して下さる協力者を求めています。